# 东方缝栖蛤
东方缝栖蛤（学名：Hiatella orientalis），是海螂目缝栖蛤科缝栖蛤属的一种。其种加词“orientalis”意为“东方的”。

## 分佈
主要分布于韩国、中国大陆、台湾，常栖息在潮间带低潮现附近。